# Меланхолия (картина Кранаха)
«Меланхолия» (нем. Melancholie) — картина немецкого художника Лукаса Кранаха Старшего, написанная в 1532 году.

## Описание
Как и множество картин XVI века, «Меланхолия» была написана маслом на доске. В Северной Европе обычно использовали дуб, однако в мастерской Кранаха часто писали на буке. На дерево нанесена грунтовка из мела и клея, на которой нарисован набросок картины. Кранах часто начинал писать разные части картин различными оттенками серого, поверх которых наносилось несколько слоёв более или менее прозрачных красок. Для «Меланхолии» характерен отличительный стиль Кранаха, который удалось сохранить, несмотря на то что под руководством художника могло работать множество помощников, каждый из которых был ответственен за определённый этап изготовления картины.
На картине изображены три обнажённых младенца, которые с помощью палочек пытаются прокатить большой шар через обруч. Погружённая в размышления крылатая женщина строгает прут, возможно, собираясь сделать ещё один обруч. Она и является персонификацией меланхолии аналогично крылатому гению с одноимённой гравюры Дюрера, написанной за 18 лет до картины Кранаха. По представлениям эпохи Возрождения весь мир был основан на аналогиях. Так, меланхолия в то время ассоциировалась с Сатурном, собакой, плотничным делом. Многие детали картины являются отсылкой к этим аналогиям: и скачка ведьм в чёрном облаке, и войско, в котором солдаты падают с коней.

## Провенанс
Картина в инвентарных переписях замка Готторп 1710 и 1742 гг. В 1759 году она была передана из замка в датскую королевскую кунсткамеру, позже ставшую основой Государственного музея искусств Дании, где «Меланхолия» и выставлена в настоящее время. Инвентарный номер: KMSsp722. Зал: 201A.

## Выставки
- 23-09-1988 — 20-11-1988, Cranach och den tyska renæssansen, Национальный музей Швеции, Стокгольм
- 23-06-1996 — 04-08-1996, 100 Mesterværker, Копенгаген
- 26-04-2002 — 08-09-2002, Cranach, Копенгаген
- 06-04-2003 — 13-07-2003, Lucas Cranach: Glaube, Mythologie und Moderne, Bucerius Kunst Forum, Гамбург
- 08-10-2007 — 06-01-2008, Dürer and Cranach. Art and Humanism in Renaissance Germany, Музей Тиссена-Борнемисы, Мадрид
- 13-10-2010 — 13-02-2011, Lucas Cranach: L’Altro Rinascimento, Галерея Боргезе, Рим
- 04-04-2017 — 30-07-2017, Cranach Meister Marke Moderne, Музей Кунстпаласт, Дюссельдорф[2]